# Relicário do espinho sagrado
O Relicário do Espinho Sagrado foi criado provavelmente na década de 1390 em Paris para João de Berry, para guardar uma relíquia sagrada da Coroa de espinhos de Jesus Cristo. O relicário foi legado ao Museu Britânico em 1898 por Ferdinand James von Rothschild, da Família Rothschild como parte do legado de Waddesdon Manor. É uma das poucas obras de arte de ourives ou joyaux que sobrevivem do mundo extravagante das cortes da família real Casa de Valois da era em torno de 1400. É feito de ouro, ricamente decorado com jóias e pérolas, e usa a técnica de esmalte vítreo em escultura de vulto (ronde bosse)", ou "ao redor", que foi desenvolvida pouco antes do relicário ter sido feito, para criar um total de 28 figuras tridimensionais, principalmente em esmalte branco.
Exceto em sua base, o relicário é delgado, tendo duas faces; A face frontal frente mostra o fim do mundo e o Juízo Final, com a Santíssima Trindade e os santos acima e a ressurreição dos mortos abaixo. Nessa face está também a relíquia de um único espinho longo que se acredita tenha vindo da coroa de espinhos usado por Jesus quando ele foi crucificado. A face posterior tem decoração menos extravagante, principalmente em ouro simples em baixo relevo]], e tem portas que se abrem para exibir um objeto plano, agora faltando, o que provavelmente seria outra relíquia desconhecida.
O relicário estava nas coleções dos Habsburgos de desde o início do século XVI até a década de 1860, quando foi substituída por uma falsificação durante uma restauração por um comerciante de arte, Salomon Weininger. A fraude permaneceu indefinida até bem depois do relicário original ter chegado ao Museu Britânico. O relicário foi apresentado na série radiofônica “A History of the World in 100 Objects” da BBC, na qual Neil MacGregor descreveu como "sem dúvida uma das conquistas supremas da arte em metal da Europa da Idade Média." , Essa peça de arte foi um destaque da exposição "Tesouros do Céu: Santos, Relíquias e Devoção na Europa Medieval" no Museu Britânico de 23 de junho a outubro de 2011.

## História
O rei Luís IX da França comprou o que ele acreditava ser a autêntica Coroa de Espinhos em Constantinopla em 1239, e espinhos individuais foram distribuídos como presentes aos reis franceses subsequentes. João, Duque de  Berry (1340-1416), irmão do rei Carlos V de França, encomendou esse relicário feito para abrigar um único espinho; provavelmente foi feito alguns anos antes de encomendar sua famosa Très Riches Heures du Duc de Berry, e alguns anos depois de encomendar a Taça de Santa Inês, essa hoje também no Museu Britânico. Anteriormente datado entre 1401 e 1410, a partir de evidências no livro de John Cherry de 2010, acredita-se hoje que relicário tenha sido feito feito antes de 1397; com base nas formas heráldicas utilizadas, o museu agora o data de 1390-97. Acreditou-se que esse  relicário tivesse estado na posse de de Luís de Valois, Duque d'Orleães, mas hoje todos os escritores recentes preferem supor a posse com seu irmão, o Duque de Berry.

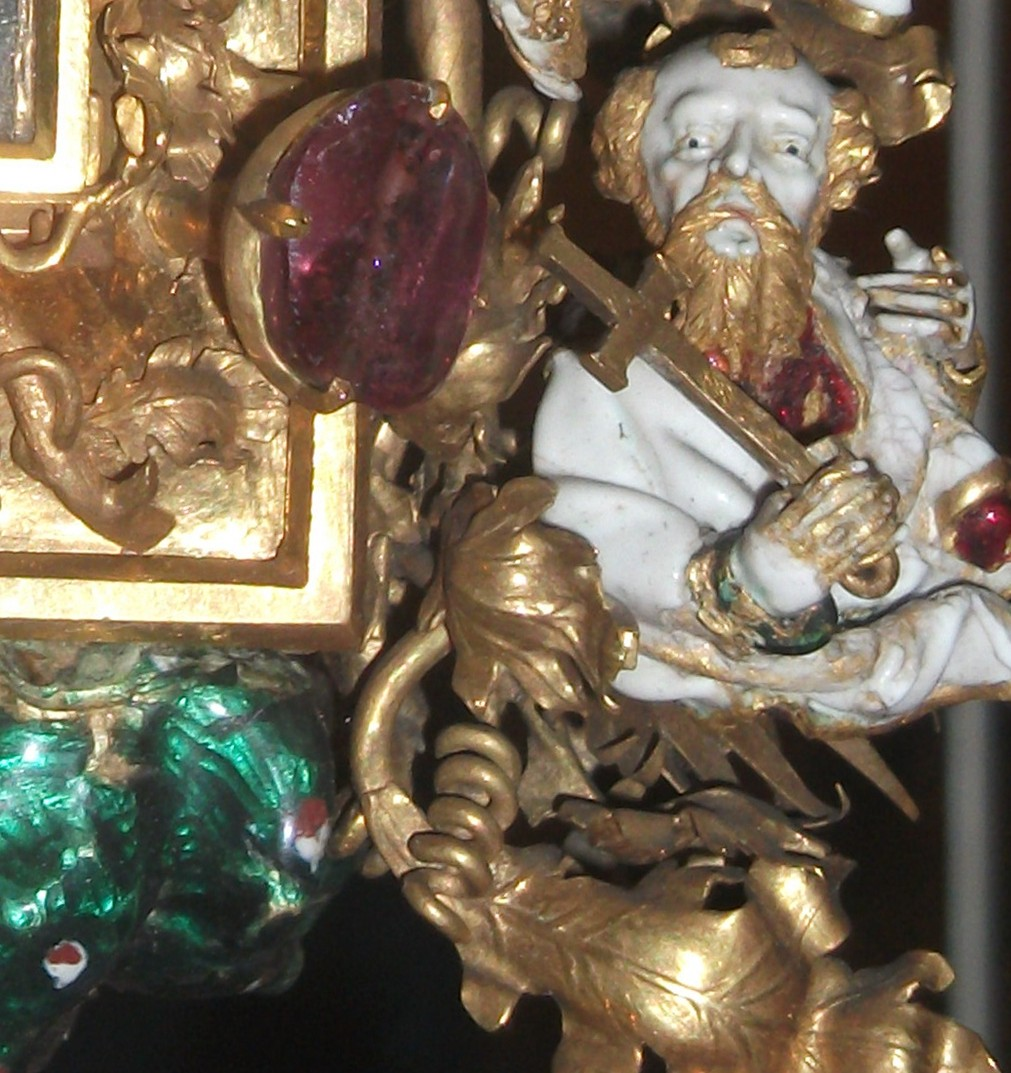
Detalhe de um dos apóstolos

Sua localização é desconhecida até um inventário de 1544, quando pertencia a Carlos I de Espanha (Carlos V), talvez como uma herança de seus antepassados Valois [Duques de Borgonha]. Provavelmente passou para o ramo austríaco dos Habsburgos com a morte de Charles V, como está listado em vários inventários da Schatzkammer, parte do acervo das Joias da Coroa Austríaca (Viena) a partir de 1677 em diante. Permaneceu ali  até 1860, quando apareceu em uma exposição. Algum tempo depois, foi enviado para ser restaurado por Salomon Weininger, um comerciante de arte com acesso a artesãos habilidosos, que secretamente fizeram uma série de cópias. Weiniger foi mais tarde condenado por outras falsificações e morreu na prisão em 1879, mas ainda não se dera conta de que havia devolvido uma das suas cópias do relicário às coleções imperiais em vez do original. A família vienense Rothschild comprou o relicário original em 1872, ignorando sua proveniência; Foi herdado por Ferdinand de Rothschild, o qual  se mudou para a Inglaterra e construiu Waddesdon Manor em Buckinghamshire. Uma das cópias permaneceu no Schatzkammer do Tesouro Eclesiástico do Tribunal Imperial de Habsburgo em Viena], onde o engano permaneceu indetectado por várias décadas.
O relicário original chegou ao British Museum como parte do Waddesdon Bequest em 1899, período em que suas origens foram "completamente perdidas" e foi então descrito como "espanhol, século XVI ". Assim, sua história teve que ser reconstruída através por vários estudiosos; O significado das placas heráldicas na base do relicário já havia sido perdido em Londres e em Viena. A primeira publicação para afirmar que o relicário londrino fora o registrado em inventários vienenses anteriores foi um artigo de Joseph Destrée em 1927; O assunto não foi finalmente resolvido até 1959, quando a versão vienense foi levada a Londres para permitir uma comparação bem próxima. Os especialistas reunidos do Museu Britânico, do Victoria and Albert Museum e do  Kunsthistorisches Museum de Viena concordaram que o relicário de Londres era o original.  Nos termos do Waddesdon Bequest, o relicário não pode jamais deixar o museu; em 2011 foi omitido das amostras feitas em Cleveland e de Baltimore da exposição  Treasures of Heaven: Saints, Relics, and Devotion in Medieval  Europe. Normalmente, está em exibição na sala 45, o dedicado “Waddesdon Bequest Room”, conforme especificado nos termos do legado. 

## Descrição

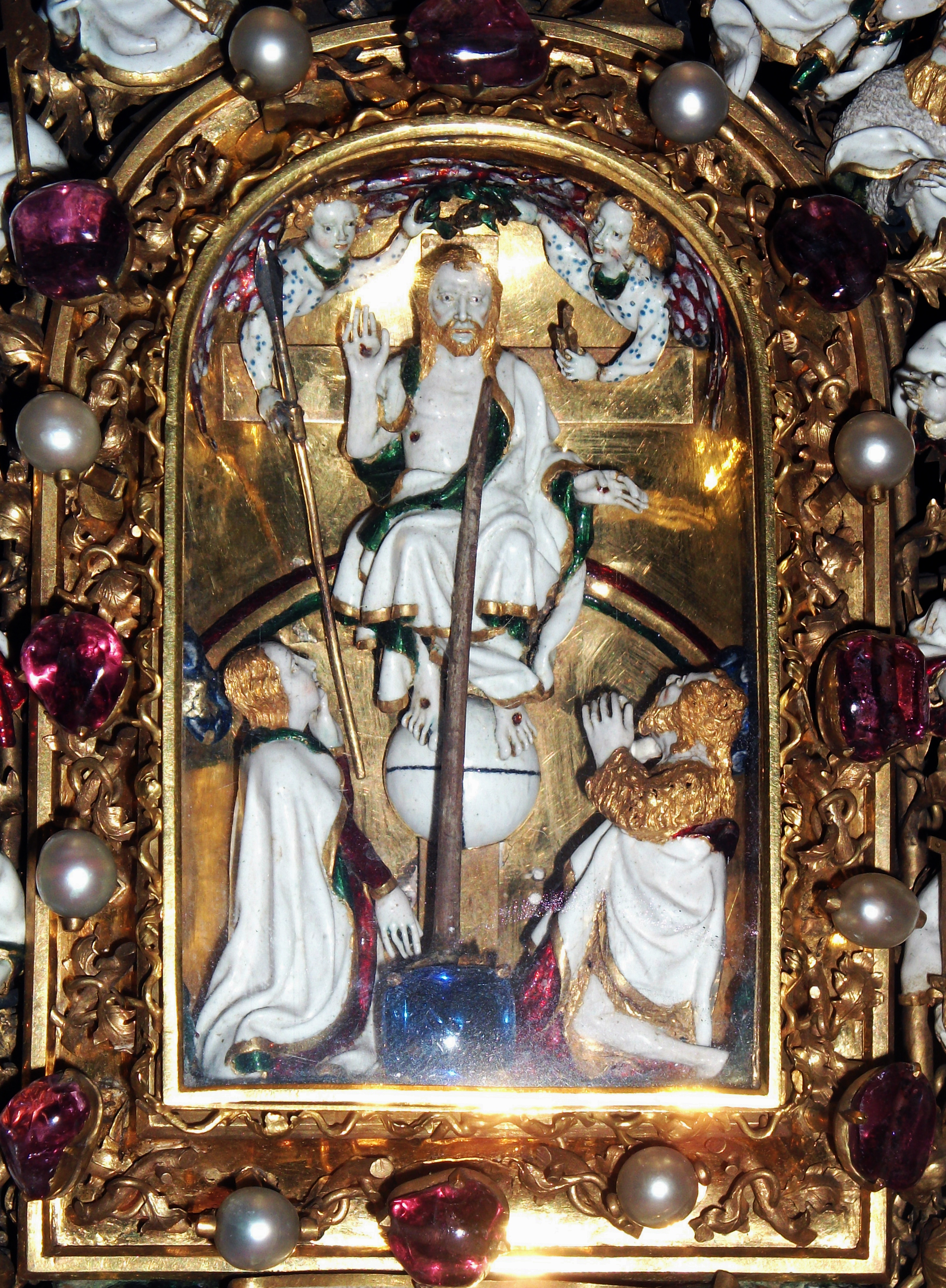
O espinho diante de Cristo

O Relicário do Espinho Sagrado é feito de ouro, esmalte vítreo, pedra entalhada, pérolas, rubis e safiras. Tem pouco mais de 30 cm de altura e pesa 1,4 kg. Existem algumas áreas com algum dano (incluindo o que parece ser a remoção deliberada do esmalte no século XIX), pequenas perdas e reparos; mas geralmente o relicário está em boas condições. O compartimento frontal central que comtém a relíquia é protegido por uma fina placa de cristal de rocha, que a mantém em perfeitas condições. O esmalte é em sua maior parte na técnica de "ronde bosse", aplicada a figuras tridimensionais, com o branco como cor dominante. O esmalte branco usando chumbo fora desenvolvido recentemente, e estava muito na moda, dominando muitos trabalhos contemporâneos de 'ronde bosse'. Há também esmalte vermelho, verde, azul, rosa e preto. O ouro puro está presente em toda a peça, o que era raro mesmo em solicitações da realeza de tais obras desse período; a maioria usava a menos dispendiosa prata-dourada para quadros estruturais.
As jóias, que teriam sido muito apreciadas por visitantes contemporâneos, incluem duas grandes safiras, uma acima da figura de Deus Pai no topo do relicário, onde pode ter representado o paraíso  e o outro abaixo de Cristo, no qual o espinho está montado. Os elementos de ouro emoldurando Deus Pai e o compartimento central com Cristo e o espinho são decorados com rubis e pérolas alternados, totalizando catorze de cada.  Todas as gemas têm um corte normal e polido tipo cabochon como nas jóias medievais, e apesar de serem colocadas no relicário com "garras" de ouro, todas são perfuradas como se fossem enfiadas em um colar, sugerindo que foram usadas em outras peças.  Pode ter havido outras jóias perdidas, por exemplo, montadas em dois furos existentes em ambos os lados da porta da base do castelo.

### Face frontal
O design da face frontal baseia-se na ressurreiçãogeral dos mortos após o Julgamento Final. No topo fica Deus Pai, acima de dois anjos. Um pequeno furo no nível dos joelhos mostra onde uma pomba representando o Espírito Santo que ali estava originalmente anexada; com o Cristo abaixo, todas as três pessoas da Trindade estavam, portanto, representadas. Um compartimento de topo redondo protegido por uma "janela" de cristal de rocha segura a própria relíquia e o grupo ao redor de Cristo. O julgamento de Jesus Cristo é mostrado sentado exibindo as [eridas Sagradas (da crucifixação, com os pés apoiados no globo do mundo, e fazendo um gesto de bênção. Tal como acontece com todas as figuras esmaltadas que ainda existem, o cabelo é em ouro, o manto principal é em branco, e a carne é branca com olhos e lábios coloridos, um toque de rosa nas bochechas. Atrás de Cristo, as esferas celestes são representadas como um arco-íris, e acima dele voam dois anjos segurando Instrumentos da Paixão, incluindo a coroa de espinhos sobre sua cabeça; atrás dele uma cruz em relevo raso emerge do fundo dourado curvo. A relíquia do espinho se eleva abaixo e à sua frente, montada numa "safira monstruosamente grande". 
À esquerda e à direita de Cristo são mostrados João Batista e a Virgem Maria em poses suplicantes, um agrupamento tradicional; João também era um dos santos de devoção do duque. Ao redor da cena central, pequenas figuras dos doze apóstolos carregando seus emblemas de atributos emergem da borda da folhagem das folhas e gavinhas de carvalho; as cabeças mais altas de cada lado são substituições, provavelmente por Weininger na década de 1860.

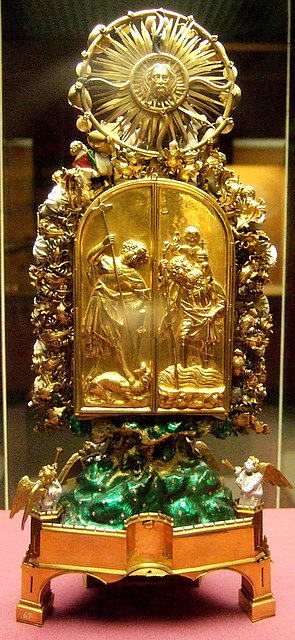
Visão posterior

Abaixo desta seção superior há um rótulo de pergaminho em ouro com a inscrição latina Ista est una spinea corone / Domini nostri ihesu xpisti  ("Este é um espinho da coroa / De Nosso Senhor Jesus Cristo") em esmalte preto preenchendo as letras gravadas.  Abaixo, a inscrição é uma cena que mostra a ressurreição em massa de pessoas nuas saindo de seus túmulos no Dia do Julgamento. Num monte cuja encosta é representada em esmalte verde estão quatro figuras nuas, dois homens e duas mulheres, emergindo de pequenos caixões de ouro cujas tampas foram viradas para o chão; as mulheres usam toucas brancas. Quatro anjos soprando trompas soam o "Último Trunfo" do Livro de Apocalipse, estão em pé sobre as torres de um minúsculo castelo que serve como base do relicário.
O Juízo Final foi um tema especialmente apropriado para se estabelecer numa relíquia da Coroa de Espinhos. Alguns pensavam que a coroa era mantida emprestada entre os reis franceses e seria recuperada por Cristo no Dia do Juízo - uma crença expressa na antífona cantada na Catedral de Sens em 1239 para celebrar a chegada da relíquia principal.
Dois painéis nas paredes do castelo são moldados com o brasão do Duque de Berry, e sua forma foi  crucial para estabelecer a origem e a data da obra. Dois dos anjos que apresentam chifres têm flores-de-lis azuis em suas vestes; os outros dois, padrões com pontos em azul.  Todos os arcos do castelo são semicirculares e, na verdade, todo o relicário não possui arcos pontiagudos góticos, mesmo entre os rendilhados - um sinal de gosto artístico avançado para a época.. A este respeito, o Relicário do Espinho Sagrado contrasta fortemente com o" Tableau de la Trinité" do Louvre (possivelmente feito em Londres), cuja estrutura é uma floresta de pináculos cogulhos, embora as estimativas de sua data abranjam o mesmo período que o relicário.

### Face posterior
A face posterior é mais plana e simples, sem jóias, mas ainda altamente decorada; Cherry especula que pode ter sido originalmente assim simples e não projetada para visualização, com a maioria dos outros elementos adicionados depois de ter sido originalmente feita. No topo está um medalhão com o rosto de Cristo fixado num fundo com raios solares. A área de topo central arredondado contém duas portas, presas por um pequeno alfinete de ouro, contendo figuras douradas inteiras em relevo, Repoussé em ouro, uma característica única deste relicário. Na porta da esquerda está o arcanjo São Miguel, ferindo um dragão representando o diabo. Ele era tanto o santo padroeiro da monarquia francesa, e também tradicionalmente o responsável por supervisionar as multidões caóticas no Juízo Final, quando ele é frequentemente mostrado na arte pesando almas num par de balanças. À direita está São Cristóvão, carregando o Cristo Menino em seus ombros, que levanta a mão em bênção. Havia uma crença popular de que a visão de uma imagem de São Cristóvão significava que uma pessoa não morreria naquele dia sem receber a extrema unção, o que pode muito bem explicar sua presença ali.
Na farsa feita Viena, as figuras de ambos os santos são esmaltadas; a carne é branca, Miguel e o menino Jesus têm vestes vermelhas, Cristóvão azul, e os santos estão sobre um dragão acastanhado e água azul, respectivamente, com grama verde abaixo de ambos. Alguns estudiosos acham improvável que o falsificador tenha inventado esse esquema e, portanto, presumiram que ele copiou o esmalte no original que foi removido no século XIX provavelmente porque foi danificado - seções de esmalte não podem ser remendadas, mas devem ser removidas completamente e refeitas.  No entanto, John Cherry acredita que esta e outras mudanças no esmalte da versão de Viena foram elaboradas por Weininger e seus artesãos; por exemplo, em Viena, as asas dos anjos das trombetas são coloridas. As duas figuras estão em um sofisticado estilo "soft and flowing"dogótico internacional executado com grande virtuosismo; As figuras de Miguel são destacadas do segundo plano na maior parte do seu comprimento, sendo é um dos vários elementos que se estendem para fora do quadro da porta.  Se houvesse esmalte nas duas figuras, teria sido pelo menos e principalmente esmaltes translúcidos mais frágeis, já que o muito bom trabalho de muitos detalhes deles era claramente destinado a ser visto. O tratamento mais áspero das superfícies na parte inferior das portas: o dragão abaixo de São Miguel, a água abaixo de São Cristóvão e o solo abaixo de ambos sugerem que os esmaltes originais que faltavam eram opacos nessas áreas. Mas todo o esmalte extra em Viena é opaco, incluindo as figuras dos santos e o efeito das cores mais intensas é "lúgubre" e "ofende nossos olhos por causa de sua crueza".".
Quando o alfinete é removido e as pequenas portas se abrem, não havendo, porém, nada para se ver, a não ser "uma camada plana de gesso, com uma folha de papel do século XIX ou um vellum na frente da mesma. ". Tudo o que foi projetado para ser exibido já é passado; deve ter sido plano e talvez tenha sido outra relíquia, provavelmente um têxtil, ou uma imagem em pergaminho. O Véu de Verônica, de qualquer forma, é uma possibilidade; o rosto de Cristo no topo num um ambiente circular, muitas vezes representa isso. Do lado de fora das portas, a borda folheada da frente continua, ininterrupta por figuras. Abaixo de dois dos anjos com trombetas pode ser visto, com um trecho despovoado da encosta verde, e abaixo dela a parte de trás da base do castelo, que aparentemente teve outra "perna" arqueada no centro grosseiramente removida, deixando uma borda irregular, e também tornando o relicário um pouco menos estável.

## Ourives

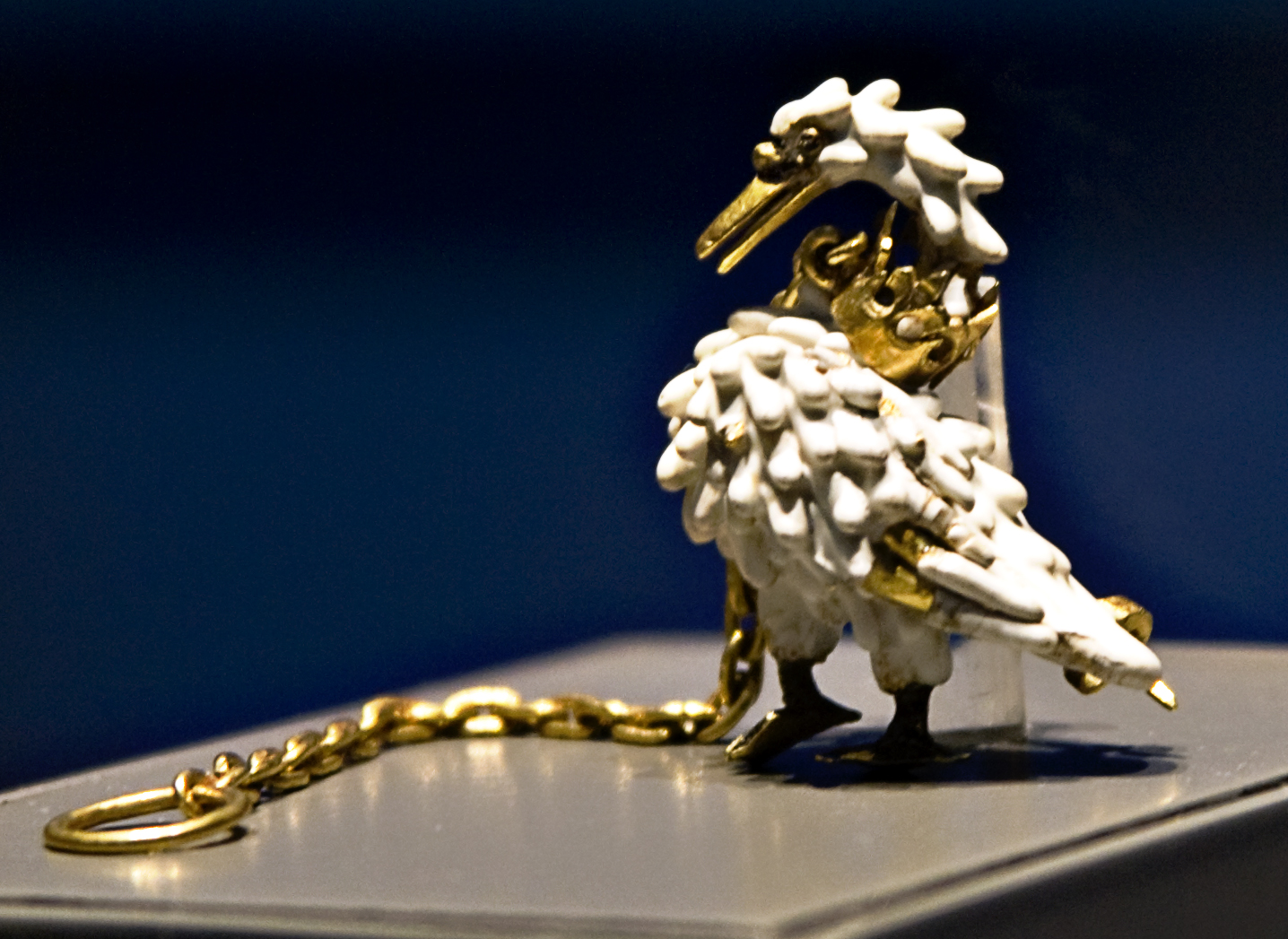
Jóia Dunstable Swan, um distintivo de uniforme "ronde bosse" ou "incrustado" esmaltado, ano 1400. British Museum

O criador do trabalho é desconhecido; não é assinado ou marcado, e os ourives do período raramente faziam isso. Há um número de nomes de ourives contabilizados e outros registros, mas nenhum dos poucos trabalhos sobreviventes pode ser atribuído a um determinado fabricante. Paris era o centro de produção dos grandes números de "joyaux", seculares e religiosos, produzidos para a família real e outros compradores. Berry, seus irmãos e sobrinhos tinham ourives em salários ou administradores para o que deve ter sido um fluxo contínuo de comissões, cujos resultados são catalogados resumidamente em vários inventários do período, mas dos quais há agora apenas um punhado de peças sobreviventes. Apenas um item mencionado nos registros da coleção Berry pode coincidir com o relicário, mas isso foi feito após 1401, o que entra em conflito com a data sugerida pela heráldica. Outra possibilidade é que o relicário foi feito e dado de presente, como muitas dessas peças, entre estoques.

### Técnicas
O relicário explora de forma exuberante a técnica de esmaltagem “[ronde bosse]]” ou “incrustada”, que envolve a criação de pequenas figuras tridimensionais revestidas de esmalte em um núcleo de metal, muitas vezes apenas fio de ouro..   A técnica foi uma inovação recente que os ourives que trabalham para os Valois estavam levando a seus limites no final do século XIV. A cor principal do esmalte usado é um branco à base de chumbo, que também só havia sido desenvolvido uma ou duas décadas antes da data do relicário, e evidentemente estava muito na moda no final do século. O branco domina os poucos esmaltes que sobreviveram em "ronde bosse", datados do período que se inicia por volta de 1380 e terminam por volta de 1410, usados aqui tanto para a roupa quanto para a carne das figuras. O ouro é usado para os cabelos, e outras cores de esmalte são usadas principalmente no pescoço e nos punhos para demarcar entre as vestes brancas e a carne branca.; "por toda parte, a cor é usada de uma maneira muito considerada"; "um uso controlado de vermelho inclui a alternância de rubis e pérolas", exceto onde "uma única safira interrompe este ritmo" acima de Deus, o Pai. O azul, uma cor importante do esmalte em outras obras, está quase totalmente ausente aqui, talvez para não ofuscar as grandes safiras. 

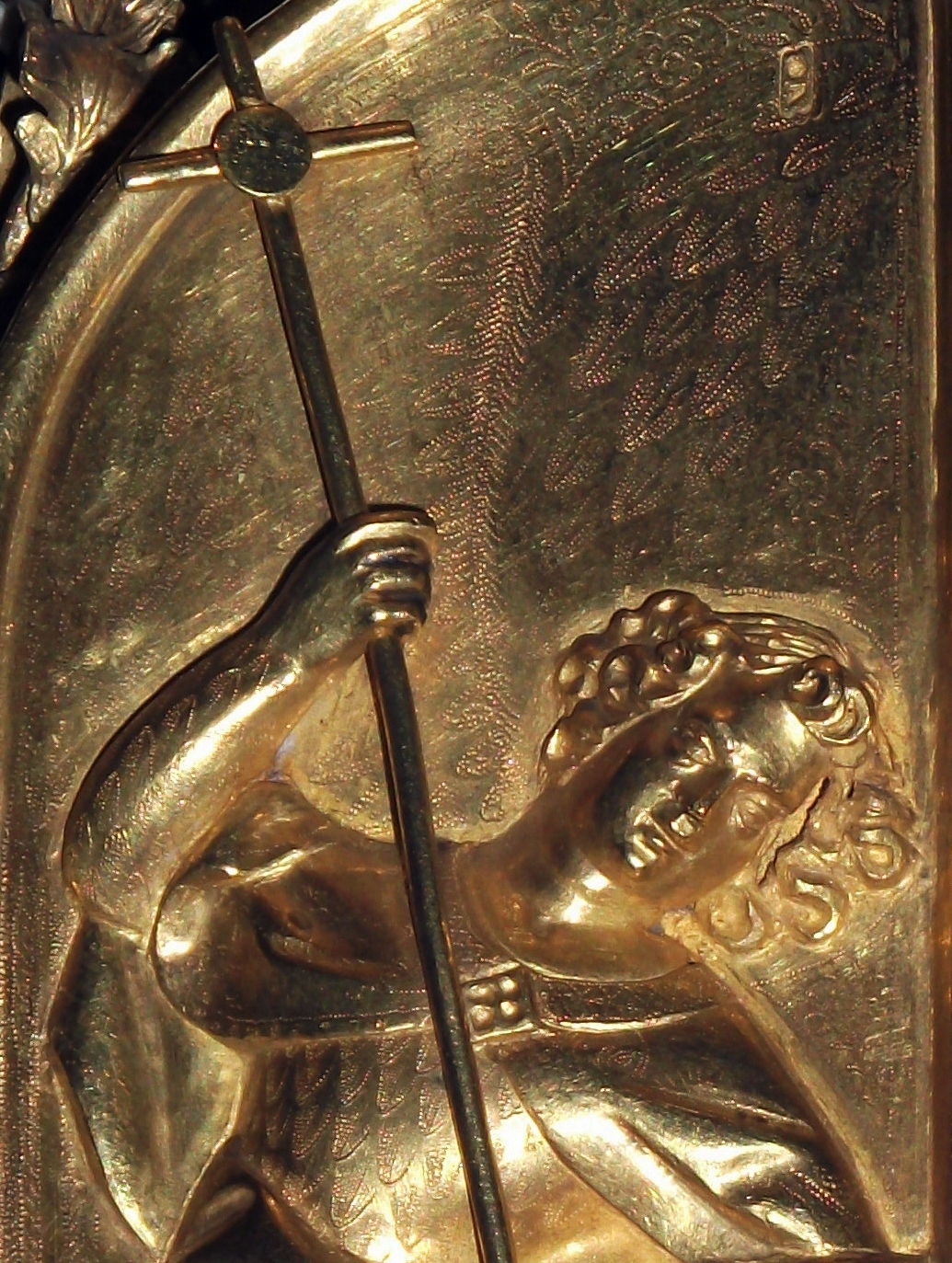
Detalhe de São Miguel; um selo fiscal vienense retangular próximo ao topo

Outras técnicas também foram usadas com grande grau de habilidade; as grandes figuras na parte de trás são chanfradas, com as asas de St Michael sendo representadas na superfície plana da porta em delicados trabalhos pontilhados ou pointillé usando punções, o que é muito detalhado para que se possa ver na maioria das fotografias, e realmente difícil de ver mesmo in loco no original. O corpo de Miguel também é emplumado, exceto no pescoço, nos tornozelos e nos pulsos, uma "característica mais excepcional", muitas vezes referida como "calçolas de plumas", que talvez foi tomado emprestado dos figurinos de dramas litúrgicos.  Outros elementos foram produzidos em pequenos moldes e a maior parte do ouro visível foi polido para dar uma aparência suave e brilhante..

## Patrono
O Duque João de Berry (1340-1416), ou o "excelente príncipe Jehan filz de roy de France Duc de Berry" ("excelente e poderoso príncipe Jean, filho do rei de França, Duque de Berry "), como seu secretário inscreveu um de seus manuscritos,foi o terceiro dos quatro filhos do rei João II de França -  Carlos V, Luís I, Duque de Anjou (1339–1384), Berry e  Filipe II da Borgonha (o Audaz -(1342–1404). Todos encomendaram um grande número de obras de arte e, em particular, gastaram enormes somas em trabalhos em ouro e prata. Embora Berry seja especialmente lembrado como patrono, em parte porque se especializou em manuscritos com iluminuras que tinham pouco valor em seus materiais e, portanto, não foram recuperados, seu irmão Louis de Anjou tinha mais de 3.000 peças desse tipo. Essas incluíam peças totalmente seculares com esculturas em esmalte que só podem ser imaginadas em comparação com a técnica dos muitos relicários, como o Relicário do Espinho Sagrado, que sobreviveu do período, e no que diz respeito às tapeçarias e a algum material secular com iluminuras.  Existem inventários extremamente detalhados das posses de Berry, incluindo os de 1401-1403 e 1413-1416, no entanto, nenhum contém uma entrada cuja descrição corresponda ao relicário.
Logo após a morte de Berry, em 1416, a maior parte de seus tesouros foi tomada pelos ingleses, que ocupavam grande parte do norte da França após a vitória na Batalha de Agincourt, no ano anterior. O fato do relicário ter escapado desse destino sugere que pode ter sido dado por Berry, talvez a seus primos borgonheses, de cuja família era a herdeira Maria, Duquesa da Borgonha que se casou com Maximiliano I do Sacro Império Romano-Germânico  em 1477).  Um relicário que fosse doado para a igreja tinha uma chance melhor de sobreviver do que as obras seculares semelhantes que agora são conhecidas apenas a partir de suas descrições em inventários, onde cenas de prazer cortês foram retratadas com figuras de retrato dos príncipes e seus amigos. Uma obra pertencente ao irmão mais velho de Berry, Anjou, mostrou o romance de "Tristão e Isolda", com o rei Marcos espionando os amantes de uma árvore acima deles, escondendo-se quando foi visto "o reflexo de seu rosto espelhado no ribeiro".

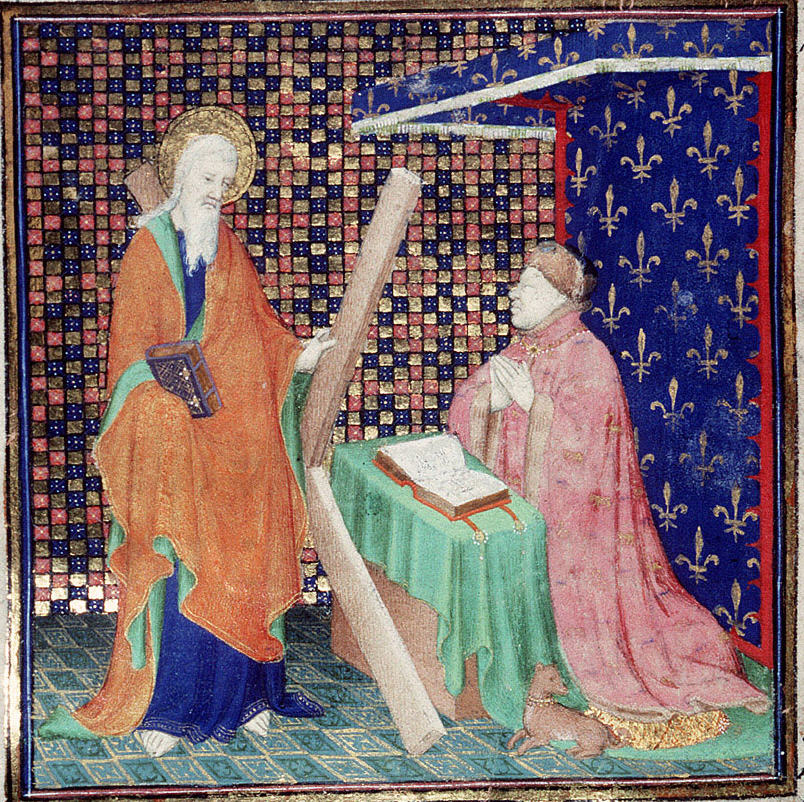
João de Berry (Duque) orando a Santo André, seu patrono.

Um trabalho que sobreviveu tempo suficiente para ser registrado numa pintura do século XVIII representava um castelo de ouro muito semelhante a da base do relicário, com um jardim paradisíaco dentro das paredes, nesse caso árvores com pérolas e gemas vermelhas. No entanto, o resto da peça era muito diferente em escala, com uma única grande figura de esmalte branco do Arcanjo Miguel empalando Satã com uma cruz de joalharia em forma de lança, completamente fora de escala com o jardim onde ele se encontra. Esse é o "São Miguel e o Demônio", que pode ser confiavelmente datado de antes de 1397, quando foi dado ao rei Carlos VI de França, sobrinho de Berry, como presente de Ano Novo por outro tio, Filipe II da Borgonha. Mais tarde, passou para uma igreja em Ingolstadt na Baviera, onde permaneceu até ser destruído em 1801..
Berry era religiosa e também mundana, e coletava relíquias tão intensamente quanto outros tipos de objetos. Em 1397, seus dois filhos haviam morrido, ele estava com quase 50 anos, e ele havia começado a pensar em seu túmulo, finalmente decidindo construir uma nova "Sainte Chapelle" em sua capital Bourges para abrigá-la..  Sua coleção de relíquias incluía objetos reivindicados como sendo, por exemplo, o anel de casamento da Virgem Maria, uma taça usada no Casamento em Canaã, um galho da Sarça ardente e muitos outros. No entanto, a proviniência do Santo Espinho, bem como a sua centralidade na Paixão de Cristo, deve ter-lhe dado um status especial. A coroa de onde veio o espinho fora comprada em 1239 por Luís IX, tanto um santo como também um rei da França, do Imperador Latino em Constantinopla, Balduíno II de Constantinopla, juntamente com uma parte da verdadeira cruz de Cristo. Ambos estavam em Constantinopla desde a conquista muçulmana da Terra Santa no século VII, e podem muito bem ser as mesmas relíquias que o bispo Paulino de Nola viu em [ [Jerusalém]] em 409.  Há muitos espinhos ditos como remanescentes da santa coroa de Jesus da "Sainte Chapelle" de Paris, incluindo o relicário Salting muito menor no Museu Britânico, um pingente francês de cerca de 1340.
Berry pode ter mantido consigo o relicário sua rodada de visitas a seus muitos castelos e palácios, ou pode ter sido mantido numa capela, talvez a "Sainte Chapelle" de Bourges, construída em emulação daquela da Sainte Chapelle, onde a coroa de espinhos em si foi mantida.  O relicário é relativamente pequeno e quase certamente teria um estojo feito por encomenda como o da Royal Gold Cup, em que a taça chegou ao Museu Britânico. 

## Galeria

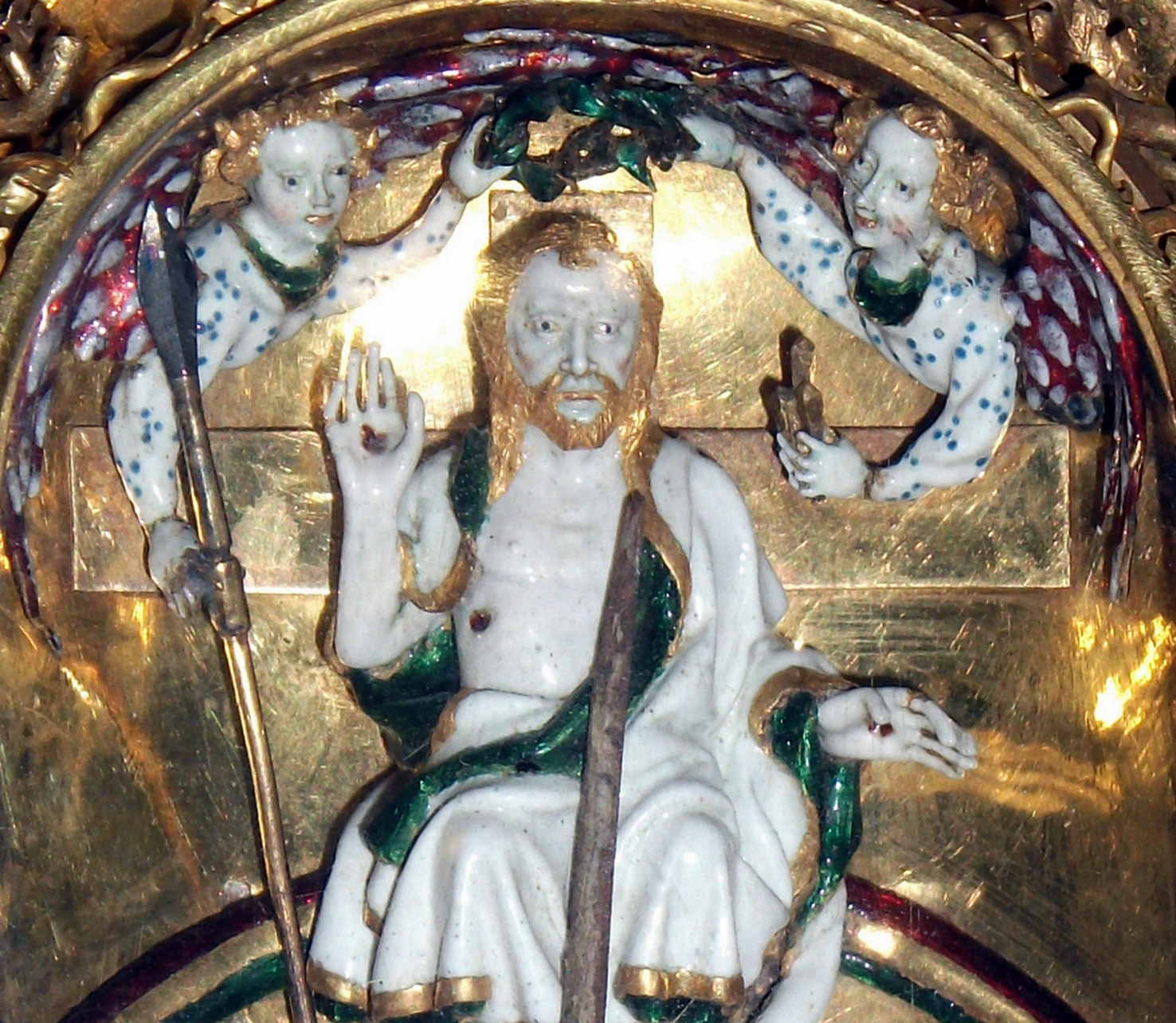
Detalhe de Jesus Cristo
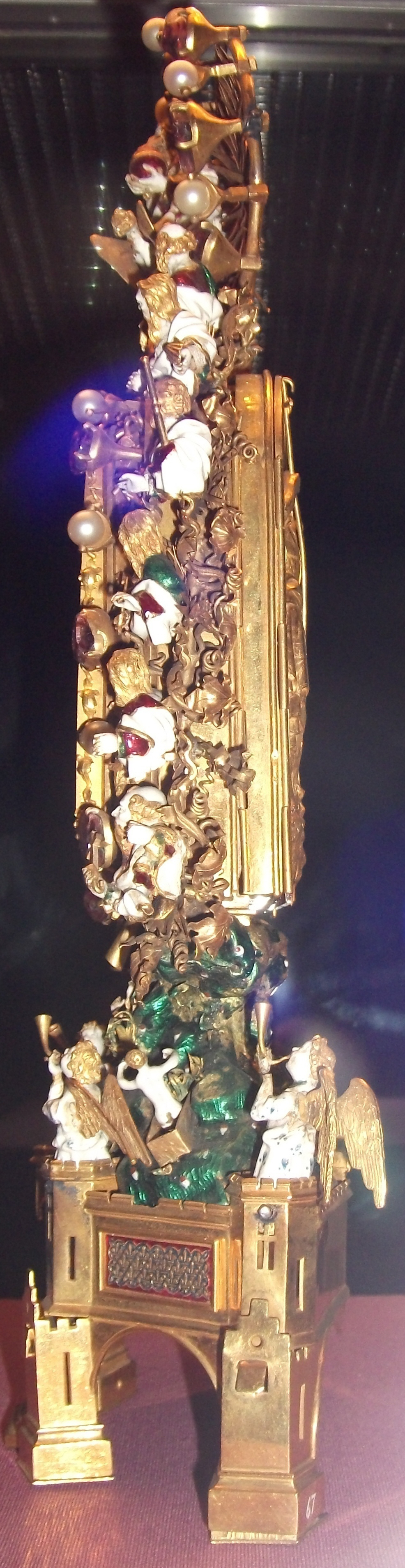
Vista lateral do relicário
Armas de Berry como aparecem no relicário: d'azur semé de fleurs de lys d'or, à la bordure engrelée de gueules
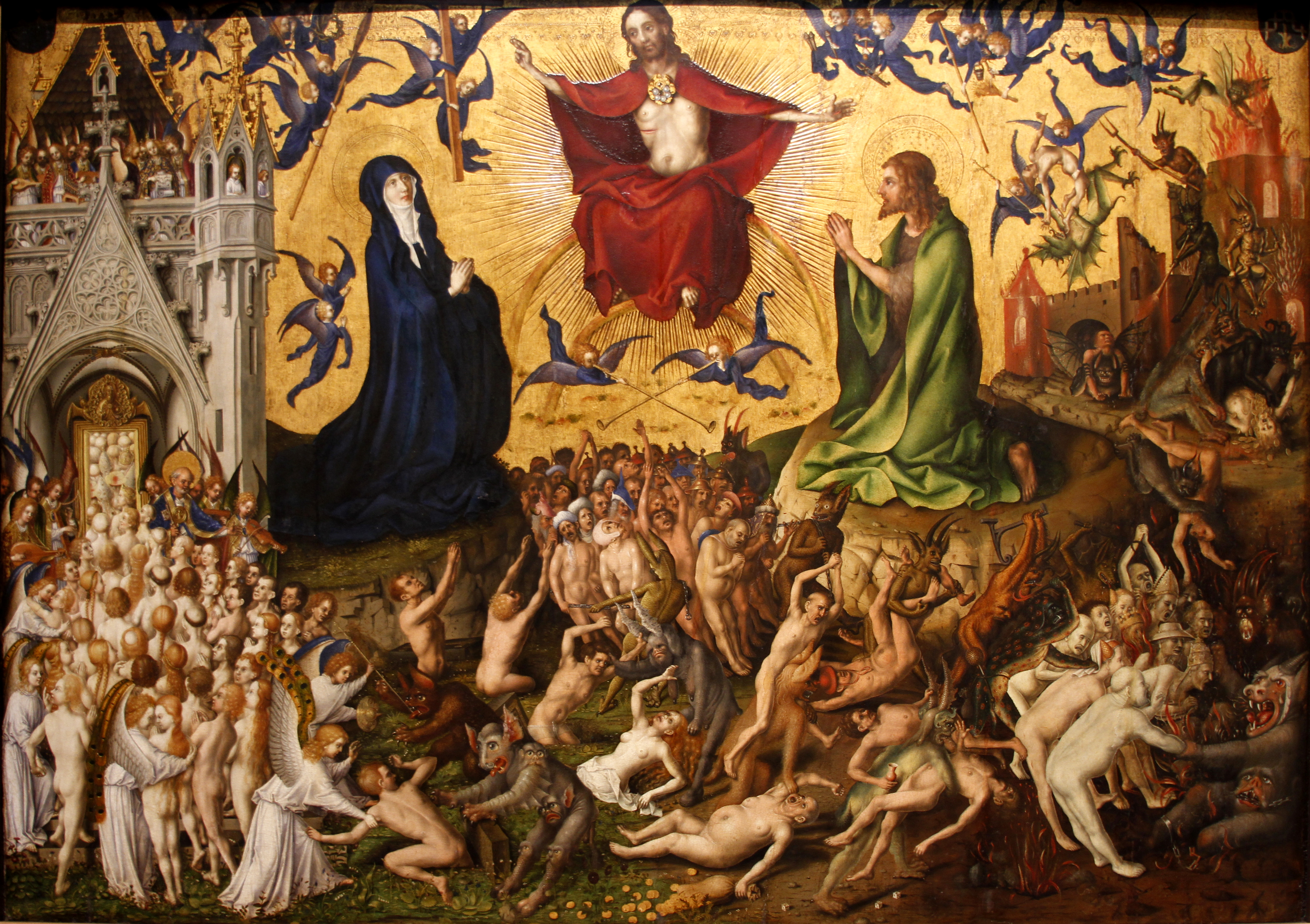
Arte alemã pouco mais tardia Juízo Final Stefan Lochner
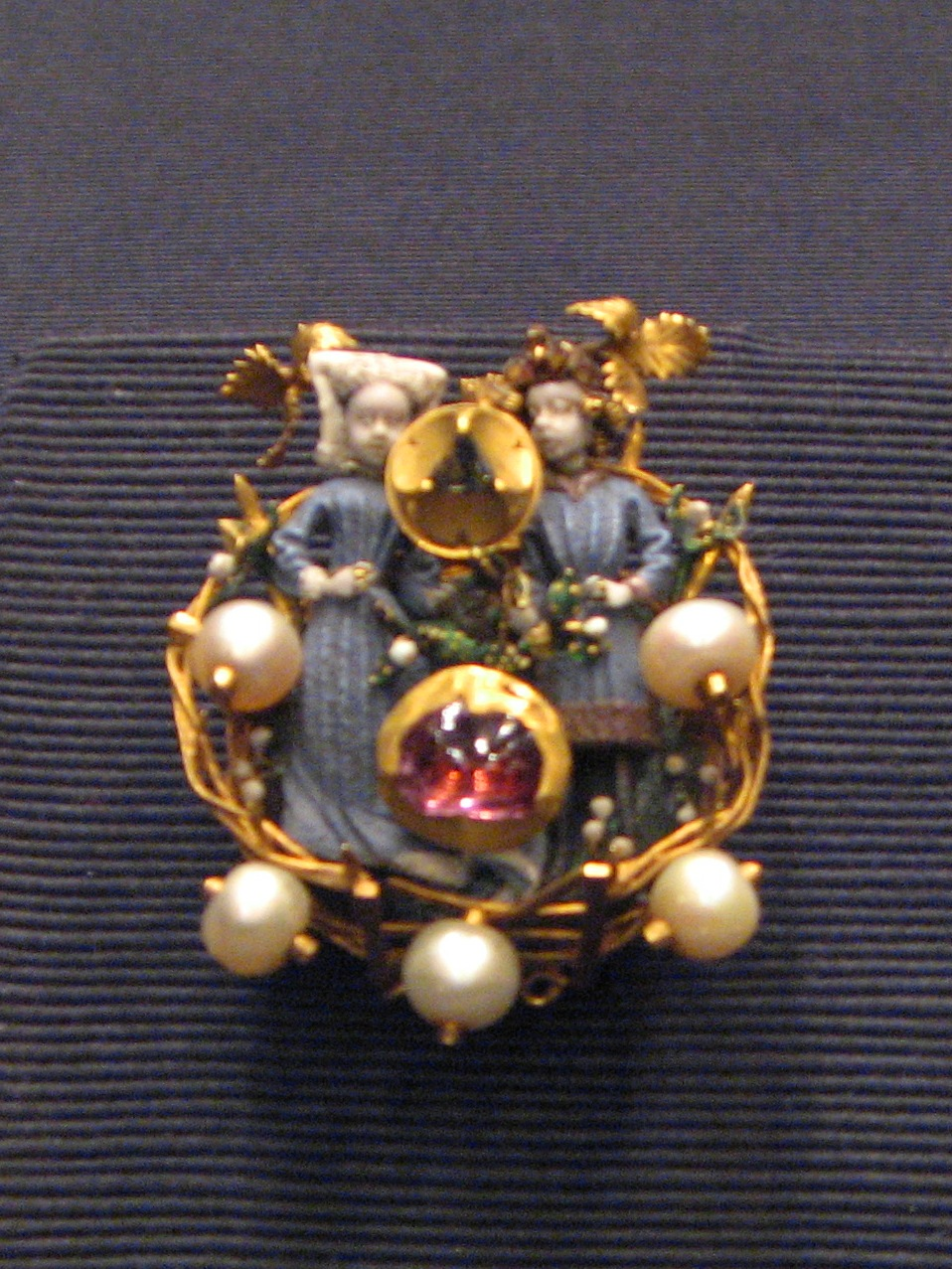
Broche Burgundy com figuras com esmalte ronde bosse, 1430–40, herdado pelos Habsburgos